# Đánh và chạy
Đánh và chạy, đánh rồi rút, hay tấn công và chạy là chiến thuật quân sự thuộc loại hình tấn công bất thường, với mục đích không phải giành quyền kiểm soát lãnh thổ mà được sử dụng để gây thương vong lên mục tiêu và ngay lập tức rút khỏi khu vực để tránh các biện pháp phòng thủ hay phản công của quân đối phương. Chiến thuật này cũng phơi bày điểm yếu trong phòng thủ của đối phương và tác động tâm lý đối với tinh thần của đối phương.
Chiến thuật này được sử dụng trong chiến tranh du kích, các phong trào kháng chiến của quân đội và khủng bố, diễn ra ở nơi lực lượng yếu hơn phải vượt qua lực lượng tấn công mạnh hơn, yêu cầu là cần phải tránh giao chiến.
Chiến thuật cũng được sử dụng như một phần của chiến tranh thông thường. Ví dụ về sau này bao gồm biệt kích, lực lượng đặc biệt tấn công hoặc triển khai nhanh từ một pháo đài bị bao vây. Chiến thuật Đánh và chạy được sử dụng bởi các cung thủ cưỡi ngựa được trang bị vũ khí nhẹ hoặc gần như không có vũ khí hiện đại của những người du mục ở thảo nguyên Á-Âu. Điều này đặc biệt đúng đối với những đội quân không phải là một phần của một đội quân quy mô (chẳng hạn như các nhóm trinh sát), nhưng không có gì lạ khi họ chiến đấu theo cách như vậy ngay cả khi là một phần của lực lượng chính.

## Sử dụng trong lịch sử
Quân đội Đế quốc Seljuk chiến thắng Đế quốc Đông La Mã ở Trận Manzikert từ cuộc tấn công trước tiên của chiến thuật đánh và chạy bởi kỵ binh của Seljuk khiến quân đội Byzantine rơi vào hỗn loạn, và tỏ ra nguy hiểm khi họ bắt đầu rút chạy.
Tương tự như vậy, các cung thủ ngựa Ba Tư Parthia và Sasan mở đầu cho cuộc tấn công bằng lực lượng thiết kỵ Cataphract của họ, và giúp họ giành được những chiến thắng quyết định trong Trận Carrhae và Trận Edessa.
Việc sử dụng chiến thuật tấn công theo cách này bắt đầu có từ trước đó, như kỵ binh du mục Scythia ở Trung Á, họ đã sử dụng chúng để chống lại Darius I đế quốc Achaemenes của Ba Tư và sau đó chống lại Đế quốc Macedonia của Alexandros Đại đế.
Tướng Baybars của quân Mamluk Ai Cập đã sử dụng thành công chiến thuật đánh và chạy trong Trận Ain Jalut, gây nên thất bại đầu tiên của Đế quốc Mông Cổ trong quá trình đang mở rộng nhanh chóng của họ.

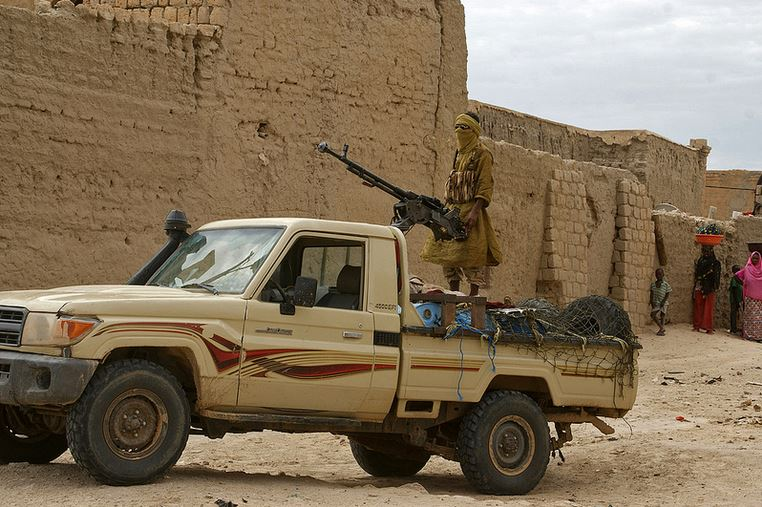
Xe "chiến thuật" ("Technical").

Tại Bắc Mỹ, người Pháp đã sử dụng hiệu quả các cuộc tấn công đánh và chạy trong các cuộc Chiến tranh Pháp và Anhđiêng khác nhau.
Trong Chiến tranh giành độc lập Thổ Nhĩ Kỳ, người Thổ Nhĩ Kỳ đã chiến đấu chống lại Quân đội Hy Lạp bằng chiến thuật tấn công và chạy trước khi một đội quân chính quy được thành lập.
Trong chiến tranh Việt Nam, Việt Cộng đã sử dụng các chiến thuật tấn công này và đạt hiệu quả cao chống lại các lực lượng quân sự chống cộng.
Đánh và chạy cũng đã được sử dụng ở Afghanistan bởi các lực lượng phiến quân trong Chiến tranh Liên Xô–Afghanistan.
Nhiều nhóm nổi dậy ở Iraq cũng đã sử dụng các chiến thuật tấn công và chạy như một phần chiến thuật của họ chống lại Lực lượng an ninh Iraq và lực lượng liên minh do Mỹ đứng đầu. Các phương tiện chiến đấu cải tiến được gọi là "xe chiến thuật" thường được sử dụng trong các hoạt động như vậy.